# TMF Vlaanderen
TMF Vlaanderen was een Nederlandstalige televisiezender die voornamelijk videoclips van popmuziek uitzond. De zender startte met uitzenden op 3 oktober 1998 en werd toen gelanceerd vanwege het succes van het gelijknamige TMF Nederland. Beide waren eigendom van Viacom International Media Networks Benelux (voorheen MTV Networks Benelux). TMF was een afkorting van The Music Factory. Studio-opnamen voor TMF Vlaanderen gebeurden voornamelijk in het Eurocam Media Center in Lint. TMF Vlaanderen stopte met uitzenden op 1 november 2015 om 06.00 uur. Op het einde van het chatprogramma 'TMF Total Interactive' werd een pancarte met de tekst "Vaarwel/Tot nooit" getoond. De laatste videoclip was 'Thank You For The Music' van ABBA.

## Geschiedenis

### Beginjaren (1998 - 2003)
Op 1 mei 1995 werd TMF Nederland gestart en was daarmee in Nederland de eerste videoclipzender. De zender was in het begin nog niet succesvol maar dat veranderde heel snel.
Door het succes werd TMF Vlaanderen op 3 oktober 1998 gelanceerd. TMF Vlaanderen was daarmee de eerste Vlaamse zender die videoclips uitzond. VJ's van het eerste uur waren onder andere Stijn Smets, Yasmine, Inge Moerenhout en Katja Retsin. De uitzendingen van TMF Vlaanderen werden in de beginjaren in hetzelfde gebouw als TMF Nederland opgenomen.
Op 22 oktober 1999 werden de eerste TMF Awards in Vlaanderen gehouden in navolging van de Nederlandse TMF Awards. TMF had in de beginjaren het cijfer 9 onder de naam TMF, dat was omdat in Nederland de voorkeur was om TMF op zender 9 te zetten. In 2002 werden de TMF aandelen overgenomen door MTV Networks en verdween de 9 uit het logo. In 2002 werd ook in Engeland een TMF gelanceerd. Eind oktober 2009 werd deze vervangen door VIVA, een soortgelijke muziekzender uit Duitsland die sinds 2004 in handen is van MTV Networks.

### Timeshare met Nickelodeon
Vanaf 1 april 2003 tot en met 15 februari 2004 liep er op TMF een kinderblok tussen 6 uur en 11 uur onder de naam Nickelodeon on TMF. Nickelodeon is een kinderzender met series als SpongeBob SquarePants. Er was toen een Belgische wetgeving die tv-zenders verbiedt om vijf minuten voor én na een kinderprogramma reclame uit te zenden, dus zond de zender videoclips uit tussen de programma's. Op 16 februari 2004 verhuisde Nickelodeon naar het kanaal van MTV Europe en ging het een kanaal delen met MTV Vlaanderen.

### Digitale spin-offs en verdere uitbreiding
In 2005 introduceerde TMF Nederland drie digitale TMF-kanalen: TMF NL, TMF Pure en TMF Dance (toen nog TMF Party). Die laatste was de enige die te zien was bij de digitale operatoren in Vlaanderen.
Op 30 maart 2007 werd TMF helemaal vernieuwd en de originele TMF-letters werden in een rode bol met een witte rand gezet. Voor de rest werden de meeste programma's voorzien van een nieuw kleedje en zendt men sindsdien de succesvolle reeks South Park uit.
In november 2007 werd een TMF in Australië gelanceerd. In november 2010 werd TMF vervangen door MTV Hits Australië.
Op dinsdag 4 december 2007 werd de zender 'TMF Live HD' gelanceerd en dat was meteen een Europese primeur want voor het eerst zou een jongeren-muziekzender te zien zijn in 'high definition'-kwaliteit. Er wordt beeldmateriaal van de TMF Awards, TMF Cafés, MTV Unplugged sessies, VH1 Storytellers concerten en de MTV Europe Music Awards uitgezonden. TMF Live HD was te zien bij het HD-Plus pakket van indi. In februari 2009 kwam MTVNHD naar Vlaanderen en werd deze zender op de zender van TMF Live HD gezet. Uiteindelijk kwam op 1 april 2009 de zender terug ditmaal exclusief in het basisaanbod van Belgacom TV. Op 31 juli 2010 was de laatste uitzending van TMF Live HD en stopte de zender met bestaan.
Sinds woensdag 22 december 2010 zond TMF zoals MTV Vlaanderen alle programma's uit in 16:9-beeldformaat.

### Afbouw van TMF Nederland
Op 4 november 2010 werd aangekondigd dat TMF Nederland van de analoge kabel zou verdwijnen en enkel nog via digitale tv te zien zal zijn. Sinds 1 januari 2011 was TMF enkel nog te zien van 6 tot 15 uur. Sinds 3 april 2011 om 15 uur zijn de uitzendingen via kabel gestopt. TMF was enkel nog te zien via internet, maar wel weer 24 op 24 uur. Ook digitale zenders bleven uitzenden. Op 2 augustus 2011 werd bekendgemaakt dat TMF per 1 september stopt, inclusief alle digitale kanalen. TMF Dance zou ook in Vlaanderen haar uitzenden stopzetten. Deze zender werd al sinds februari 2011 niet meer verdeeld door Telenet en iets later volgden de andere digitale operatoren.

### Afbouw van investeringen
Op 3 oktober 2011, exact 13 jaar na de start van de zender, onderging TMF nogmaals een vernieuwing. Hierbij werd de volledige productieploeg aan de deur gezet en overgeheveld naar Scandinavië. Direct gevolg is dat er nog slechts een beperkt aantal lokale (gepresenteerde) programma's werden gemaakt en er ook in de schermgezichten werd gesnoeid. Sinds april 2012 worden er geen programma's meer gepresenteerd door VJ's. Ook het mobiele netwerk TMF Mobile werd eind mei 2012 na 5 jaar stopgezet. In juni 2013 haalde TMF een marktaandeel van 1,4% waarmee de zender stabiel bleef.
Eind november 2013 kwam TMF in het nieuws omdat het programma 'Hot or Not' cyberpesten zou uitnodigen. TMF paste de format van het programma aan zodat mensen geen commentaar meer konden geven. Eind januari verdween het programma volledig van de buis.

### Geleidelijke omvorming naar Comedy Central
Op 20 januari 2014 werd Comedy Central gelanceerd in Vlaanderen. De uitzenduren van TMF werden gereduceerd zodat Comedy Central elke avond tussen 22 en 24 uur op het kanaal van TMF kon uitzenden. Op 5 oktober 2015 kondigde Viacom aan dat TMF per 1 november zou stoppen met uitzenden. Daarmee verdwenen op korte tijd twee Vlaamse jongerenzenders (TMF en concurrent JIM). Sinds 1 november 2015 zendt Comedy Central 24 uur per dag uit op het kanaal van TMF. Hiermee werd de laatste overblijvende TMF-zender stopgezet en verdween het merk na 20 jaar volledig.

## VJ's
Van het begin van de zender tot april 2012 waren er vj's op TMF te zien die dagelijks programma's presenteerde. Stijn Smets is de enige presentator die sinds het begin van de zender te zien was tot TMF stopte met gepresenteerde programma's. In 2013 was er nog één gepresenteerd programma: Wereldhit. Daarna verdwenen de vj's voorgoed.
In het verleden presenteerde deze mensen op TMF:
VJ's
- Inge Moerenhout (1998-2000)
- Yasmine (1998-2000)
- Katja Retsin (1998-2002)
- Stijn Smets (1998-2012)
- Roos Van Acker (1999-2001)
- Gene Thomas (1999-2001)
- Tomas De Soete (?)
- Werner de Smedt (?)
- Mathias Coppens (2000-2002)
- Karoline Kamosi (2001-2004)
- Evi Hanssen (2001-2003)
- Elke Vanelderen (2001-2003)
- Caren Meynen (2001-2008)
- Saartje Vandendriessche (2002-2003)

VJ's
- An Lemmens (2003-2007)
- Olivier Coumans (2003-2010)
- Anke Buckinx (2004-2006)
- Chantal De Smedt (2004-2006)
- Michael Lecocq (2004-2007)
- Sean Dhondt (2006-2009)
- Wendy Huyghe (2006-2010)
- Sofie Engelen (2006-2013)
- Lynn Pelgroms (2007-2012)
- Astrid Demeure (2008-2011)
- Lotte Caers (2009-2011)
- Jo Hens (2010-2013)
- Joëlle-Chloë Edelman (2011-2012)

Andere presentatoren
- Ben Mouling
- Koen Schepens
- Ross Van Geel
- David Dewaele
- Stephen Dewaele
- Dieter Coppens (2001)
- Jeroen VandenBosch (2001-2003)
- Bart Maegh (2001-2003)
- Frank Molnar (2004-2008)
- Jeroen De Pauw (2007, 2008, 2009)
- Murielle Scherre (2008)
- Richard 'Skate The Great' Simon (2008-2009)
- Fatty K (2008)
- Otto-Jan Ham (2008-2010)
- Astrid Roelants (2009)

## Programma's
Een greep uit het archief van TMF:
- 100% Katja: lifestyleprogramma met Katja Retsin;
- 30 Minutes;
- 3'O Clock Rock Block;
- 3Play;
- Al Frisko: interactief zomerprogramma afwisselend gepresenteerd door An Lemmens en Caren Meynen;
- An Tour: programma waarin An Lemmens enkele dagen meereist met rondtoerende muziekgroepen;
- Alter8: programma met een duopresentatie van David Dewaele en Stephen Dewaele;
- Back2Back Request;
- Back II Back: programma waarin de eerste en de meest recente clip van een artiest vlak na elkaar worden vertoond;
- Basta;
- Big Ben: avondprogramma met Ben Mouling;
- Boiling Points;
- Boobietrap: dagelijks afterschool-programma met een duopresentatie van Evi Hanssen en Elke Vanelderen;
- Busted: Amerikaans televisieprogramma;
- Camping Tropical: programma met Sofie Engelen en Astrid Demeure
- Chart Surfer: non-stop hitparades uit het buitenland;
- Clip Classics: programma met Inge Moerenhout;
- Clip Top 30: hitparade met Inge Moerenhout;
- Clipparade: overzicht van de meest aangevraagde clips van de afgelopen 24 uur, gepresenteerd door Elke Vanelderen;
- Club Hoppin: programma waarin het duo Werner De Smedt en Koen Schepens, later samen opgevolgd door Mathias Coppens, langsgaat in Vlaamse discotheken;
- Comité P(arty): programma waarin Sofie Engelen en Wendy Huyghe de meest uiteenlopende feesten bezoeken;
- Coppens & Coppens: programma met Mathias Coppens en Dieter Coppens;
- CoolSweat: programma rond R&B-muziek, aanvankelijk gepresenteerd door Karoline Kamosi, nadien door Michael 'Moog' Lecocq en ten slotte door Lynn Pelgroms;
- CoolSweat Chart;
- CoolSweat Raw & Real;
- Cribs;
- CyberChoice: non-stop clips gekozen door de kijkers via televoting;
- CyberSite;
- Dag Top 5: dagelijkse hitparade gebaseerd op stemmen van de kijkers. Doorheen de jaren gepresenteerd door o.a. Caren Meynen, Lotte Caers, Lynn Pelgroms en Joëlle-Chloë Edelman;
- Dance Classics: non-stop clips met dancemuziek;
- Dare 2 Seduce;
- De Afrekening: wekelijkse hitparade gebaseerd op het gelijknamige radioprogramma van Studio Brussel. Doorheen de jaren gepresenteerd door o.a. Roos Van Acker, Stijn Smets, Anke Buckinx, An Lemmens en Sofie Engelen;
- DJ @ Home: programma met Wendy Huyghe;
- DJ's At Home: opkomend DJ-talent wordt gefilmd tijdens een optreden bij zich thuis;
- Double Trouble: afterschool-programma met een duopresentatie van An Lemmens en Caren Meynen;
- Download Top 10;
- Download Top 20;
- Dr. Love: programma gepresenteerd door Lynn Pelgroms;
- Eat This!: kookprogramma voor jongeren, met een duopresentatie van Sofie Engelen en Jeroen De Pauw;
- Error: programma met metalmuziek, gepresenteerd door Ross Van Geel;
- Essential 80's & 90's;
- Essential Alternative;
- Essential Dance;
- Essential Live;
- Essential Rock;
- Essentieel Belgisch;
- Euro Top 20;
- Exit: laatavondprogramma met interviews, concertfragmenten en muziekclips, gepresenteerd door Stijn Smets;
- Fashion Rox: programma gepresenteerd door Wendy Huyghe;
- Factor 9: avondprogramma, aanvankelijk gepresenteerd door Mathias Coppens en later door Saartje Vandendriessche;
- F*cked Up: compilatie van bloopers van TMF-presentatoren;
- F*ckin' Favourites: bekende mediafiguren kondigen hun favoriete festivalbeelden aan;
- Gametown;
- Garden Party: programma gepresenteerd door Olivier Coumans;
- Gene Machine: avondprogramma met Gene Thomas;
- Get The Clip;
- Get The Clip Special;
- Greatest Hits: non-stop clips uit de jaren tachtig en negentig;
- GunkTv: programma rond videospellen, gepresenteerd door Frank Molnar;
- Happy Hour Chat;
- Happy Tree Friends: Amerikaanse animatieserie;
- Hed Kandi;
- Hitzone: hitparades uit diverse landen. Doorheen de jaren gepresenteerd door o.a. Caren Meynen, Sean Dhondt, Wendy Huyghe, Jo Hens en Joëlle-Chloë Edelman;
- Hola in de Hut: eindejaarsprogramma gepresenteerd door Katja Retsin;
- Holly Would.be;
- Hot or Not;
- Hot Tunes Alternative;
- Hot Tunes Belgian;
- Hot Tunes Rock;
- Hot Tunes Urban;
- Interactive Video: non-stop clips met een SMS-chat in beeld;
- Invade;
- Jackass: Amerikaans televisieprogramma;
- Jumpstart;
- Katja's Company: avondprogramma met Katja Retsin;
- Katja's Mailbox: verzoekprogramma met Katja Retsin;
- Ke$ha: My Crazy Beautiful Life;
- Kill The Clip;
- King Of Festivals: programma rond muziekfestivals, gepresenteerd door Olivier Coumans;
- King of Snow: realityreeks gepresenteerd door Otto-Jan Ham, waarin een aantal snowboarders strijden om de gelijknamige titel;
- King of Surf: realityreeks gepresenteerd door Olivier Coumans, waarin een aantal surfers strijden om de gelijknamige titel;
- Kitten Academy: realityreeks met Murielle Scherre;
- Know Your Beat;
- Label TV: programma gepresenteerd door Wendy Huyghe;
- La vie en Roos: programma gepresenteerd door Roos Van Acker;
- Live Request: wekelijkse uitzending van een muziekconcert;
- Loaded: programma waarin Frank Molnar decadent mag gaan feesten in ruil voor een gênante opdracht;
- Loveclip: programma gepresenteerd door Yasmine;
- Mathias' Mailbox: verzoekprogramma met Mathias Coppens;
- Meet & Greet;
- Mega Dance: programma rond dancemuziek, aanvankelijk gepresenteerd door Gene Thomas en later door Elke Vanelderen;
- Mailbox: verzoekprogramma met Elke Vanelderen;
- Miss Meynen: programma gepresenteerd door Caren Meynen;
- Morning Call: non-stop clips tijdens de ochtenduren;
- Morning Zoo: non-stop clips tijdens de ochtenduren;
- Most Played Top 20: hitparade gebaseerd op de meest vertoonde muziekclips van de afgelopen week. Doorheen de jaren gepresenteerd door o.a. Anke Buckinx, Sean Dhondt en Astrid Demeure;
- Muy Ben: programma gepresenteerd door Ben Mouling;
- My First New Car: programma gepresenteerd door Olivier Coumans;
- Nite Guide: programma rond uitgaan, aanvankelijk gepresenteerd door Lynn Pelgroms en later door Stijn Smets;
- No Guts, No Glory: programma waarin Sofie Engelen, Astrid Demeure en Jo Hens diverse uitdagingen aangaan;
- O’ la vie des filles: realityreeks rond Murielle Schelle en haar entourage;
- On The Road: programma waarin Roos Van Acker kennismaakt met bijzondere hobby's en beroepen;
- Olli Breekt Records: programma waarin Olivier Coumans records probeert te verbreken;
- Olli Duikt Onder: programma waarin Olivier Coumans zich onderdompelt in uiteenlopende muziekstromen;
- Olli Duikt Onder@work: programma waarin Olivier Coumans meewerkt in uiteenlopende beroepen;
- Oh My God!: dagelijks afterschool-programma met een duopresentatie van An Lemmens en Olivier Coumans;
- Out of Touch: programma gepresenteerd door Yasmine;
- Out Soon TV; programma rond het uitgaansleven, gepresenteerd door Chantal De Smedt;
- Photo Chat;
- Pimp My Ride;
- Planet Pop: programma gepresenteerd door Elke Vanelderen;
- Planet TMF;
- Pop up Video;
- Punk'd: Amerikaans televisieprogramma waarin beroemdheden worden beetgenomen;
- Rate The Video;
- Rate The VJ: talentenjacht waarin naar een nieuwe TMF-presentator wordt gezocht;
- Re:action: programma met An Lemmens en Olivier Coumans;
- Remember This;
- Ren & Stimpy: Amerikaanse animatiereeks;
- RingTone Tips;
- Rock Zone: programma rond rockmuziek, aanvankelijk gepresenteerd door Roos Van Acker en nadien door Tomas De Soete;
- Rok n Roll;
- Scarred;
- Shout It Out;
- Showcase: exclusieve muziekoptredens vanuit discotheek Zillion van zowel opkomend talent als gevestigde waarden;
- Shrimp TV: programma rond videospellen, gepresenteerd door Jeroen VandenBosch en Bart Maegh;
- SMS 2 TMF: non-stop clips met een SMS-chat in beeld;
- SMS Chat: non-stop clips met een SMS-chat in beeld;
- Spankin' New Videos;
- Solar Race: programma met Jo Hens;
- South Park: Amerikaanse animatieserie;
- Summer Request: verzoekprogramma met Astrid Demeure;
- Take 5: wekelijks filmmagazine;
- Tattoo Tales: programma met An Lemmens;
- Teen Cribs;
- Temptation Carwash;
- The BasSment: avondprogramma met Stijn Smets;
- The Crowning II;
- The DJ's: live DJ-sessies vanuit de Oost-Vlaamse discotheek BCC;
- The Movie Factory: programma met filmnieuws, gepresenteerd door Roos Van Acker;
- The Road Ahead: reisprogramma met Mathias Coppens en Dieter Coppens;
- TMF Awards: jaarlijkse awardshow met optredens van nationale en internationale artiesten;
- TMF Awards: And The Nominees Are....: jaarlijkse voorstelling van de genomineerden voor de TMF Awards;
- TMF Awards: Nomination Day: jaarlijkse voorstelling van de genomineerden voor de TMF Awards;
- TMF Bloopers: compilatie van bloopers van TMF-presentatoren;
- TMF Café;
- TMF Dance: programma rond dancemuziek met Chantal De Smedt;
- TMF Download Charts;
- TMF Gamekings;
- TMF Greets;
- TMF in the Mix;
- TMF Interactive;
- TMF Late: wekelijkse uitzending van een muziekconcert, ingeleid door Inge Moerenhout;
- TMF Magazine: programma gepresenteerd door Stijn Smets;
- TMF On Stage;
- TMF Play;
- TMF Rewind;
- TMF Sessions: wekelijkse uitzending opgebouwd uit beelden van muziekoptredens;
- TMF Sharp: non-stop laatavondprogramma met onconventionele muziekclips;
- TMF SLCTR;
- TMF Startweets;
- TMF Total Interactive;
- TMF Update;
- TMF Vibes;
- TMF Whassup?!;
- Top 10;
- Top 15;
- Totally Mad Music Quiz: quizprogramma gepresenteerd door Olivier Coumans;
- Totally Summer;
- Totally TMF;
- Ultratip 30: wekelijkse hitparade gepresenteerd door Sofie Engelen;
- Ultratop Retro: wekelijkse hitparade gepresenteerd door Caren Meynen;
- Ultratop 50: wekelijkse hitparade. Doorheen de jaren gepresenteerd door o.a. Stijn Smets, Caren Meynen, Astrid Demeure en Lynn Pelgroms;
- Very Important Chat;
- Vidications;
- Wanna Sing;
- Weekend Blast-Off: non-stop clips tijdens het weekend;
- Weekend Special: programma gepresenteerd door Roos Van Acker;
- Wereldhit: programma waarin Sofie Engelen en Jo Hens de wereld rond reizen om een uniek muzieknummer samen te stellen;
- Wet & Wild: programma met metalmuziek;
- What The F*ck ?!: dagelijks afterschool-programma met Sofie Engelen en Astrid Demeure;
- Windkracht 9: dagelijks afterschool-programma met Saartje Vandendriessche;
- Yasmine XL: avondprogramma met Yasmine;
- Yes You Can: programma met Sofie Engelen;
- Your Take Ringtone Chart;
- Zoom: dagelijks afterschool-programma met een duopresentatie van An Lemmens en Olivier Coumans.

## Tijdlijn
Geschiedenis van de Vlaamse televisie